# روبر ویکو
روبر ویکو (انگلیسی: Robert Vicot؛ زادهٔ ۲۹ اکتبر ۱۹۳۱) یک بازیکن فوتبال اهل فرانسه است که در پست مدافع بازی می‌کند. وی تا کنون مربی تیم‌هایی مثل باشگاه فوتبال پاری سن ژرمن و تیم ملی فوتبال گابون بوده است